# Carl West
Carl West (Kikinda, Yugoslavia, 1943) es un cineasta, actor y director de televisión yugoslavo, cuya trayectoria radica en España, Estados Unidos, Colombia y Ecuador.

## Biografía
West a la edad de 12 años, migró a Estados Unidos. En 1965 estudió cine en la Universidad de los Ángeles. Estuvo un tiempo trabajando bajo la dirección de Walter Coy. Durante los años 1971 y 1972, fue director del "Warehouse Theater Group", en Bronx. Posteriormente, viaja a España, donde estudió arte dramático en la ciudad de Madrid. En 1973 comienza su trayectoria en Colombia, en 1984, funda el grupo Cinetaller. En 1987, en el XXVII Festival Internacional de Cine en Cartagena, le otorgan el premio a Mejor Cortometraje Colombiano. Desde principios de la década de 1990, West reside y trabaja en Ecuador.

## Filmografía

#### Como Director
| Como Director | Como Director                     | Como Director | Como Director |
| Año           | Título                            | Rol           |               |
| ------------- | --------------------------------- | ------------- | ------------- |
| 1986          | La mejor de mis navajas           | Director      |               |
| 1992          | La Baronesa de Galápagos          | Director      |               |
| 1993          | Los Sangurimas (miniserie)        | Director      |               |
| 1993          | Ángel o demonio                   | Director      |               |
| 1995          | María Soledad (telenovela)        | Director      |               |
| 1996          | 7 Lunas, 7 Serpientes (miniserie) | Director      |               |
| 1995          | El chulla Romero y Flores         | Director      |               |
| 1995          | A la Costa                        | Director      |               |
| 2006          | Pasado y Confeso                  | Director      |               |
| 2007          | Sé que vienen a matarme           | Director      |               |
| 2010          | Zuquillo Exprés                   | Director      |               |
| 2021          | Venganza Oculta                   | Director      |               |

#### Como actor
| Como Actor | Como Actor               | Como Actor | Como Actor |
| Año        | Título                   | Rol        |            |
| ---------- | ------------------------ | ---------- | ---------- |
| 1971       | Papillon                 | Actor      |            |
| 1971       | They Call Him La Madrina | Actor      |            |
| 1971       | Tenderfoot               | Actor      |            |
| 1973       | Colombian Conection      | Actor      |            |
| 1973       | El Misterio del Cóndor   | Actor      |            |
| 1973       | Los Elegidos             | Actor      |            |
| 1983       | Le sang des tropiques    | Actor      |            |
| 1983       | Izbrannye                | Actor      |            |